# Protonarthrini
Protonarthrini – plemię chrząszczy z rodziny kózkowatych i z podrodziny zgrzypikowych. 

## Zasięg występowania
Przedstawiciele tego plemienia występują w Afryce Subsaharyjskiej.

## Systematyka
Do Protonarthrini zalicza się  14 gatunków i 4 rodzaje:
- Brachynarthron
- Falsosophronica
- Karlwernerius
- Protonarthron